# Uskoplje (Chorwacja)
Uskoplje – wieś w Chorwacji, w żupanii dubrownicko-neretwiańskiej, w gminie Konavle. W 2011 roku liczyła 136 mieszkańców.